# Salvador Sanz Palacio
Salvador Sanz Palacio es un abogado y político, diputado en el Congreso de los Diputados en la V, VI y VII legislaturas y diputado al Parlamento Europeo.

## Biografía
Es licenciado en Derecho por la Universidad de Zaragoza en 1970 y diplomado en Derecho Comparado por la Universidad de Estrasburgo en 1972, por la Academia de Ciencias Comparadas de Luxemburgo en 1973 y por el Instituto Europeo de Altos Estudios Internacionales de Niza en 1974. Asimismo, es diplomado en Ciencias Políticas por el Centro Europeo Universitario de Nancy en 1973.
Fue auditor de la Academia de Derecho Internacional de La Haya en 1974 y asesor jurídico de Banca Catalana. Militante del Partido Popular de Cataluña, fue diputado por la provincia de Barcelona en las elecciones generales españolas de 1993, 1996 y 2000. Ha sido vicepresidente de la Comisión de Presupuestos del Congreso de los Diputados (1996-2004), miembro de la Comisión de Economía, Hacienda y Comercio (1993-2004), miembro de la Comisión de Control de RTVE (1993-1996) y miembro de la Comisión Mixta Congreso-Senado del Tribunal de Cuentas (1996-1998). De 2000 a 2004 fue miembro titular de la Delegación española en la Asamblea de la Unión Interparlamentaria (UIP) y vocal de la Delegación española en el Grupo de Amistad con Venezuela.
Ocupó un escaño de diputado al Parlamento Europeo por el mismo partido de 2008 a 2009.